# جون إيمرسون (سياسي)
جون إيمرسون هو سياسي كندي، ولد في 4 يونيو 1859 بإنجلترا في المملكة المتحدة، وتوفي في 25 يوليو 1932 في نفس البلد.